# Android 11
Android 11 je jedenáctá hlavní verze a celkově osmnáctá verze mobilního operačního systému Android. První stabilní verze byla vydána 8. září 2020.

## Historie
Původně bylo plánováno, že budou vydány tři předběžné náhledy pro vývojáře a že v květnu 2020 bude vydána první beta verze. Vydání stabilní verze bylo původně plánováno na červenec 2020.
První předběžný náhled Androidu 11 pro vývojáře byl vydán 19. února 2020. Druhý náhled byl vydán 18. března, následovaný třetím náhledem 23. dubna. Dne 6. května Google vydal neočekávaný čtvrtý náhled, současně bylo odsunuto vydání první beta verze Androidu 11 o měsíc později, tedy na 3. června.
Vydání první veřejné beta verze mělo původně proběhnout 3. června na konferenci Google I/O. Konference však byla kvůli pandemii covidu-19 zrušena a místo ní byla naplánována online akce. Po květnové smrti George Floyda a následných protestech Google oznámil, že vydání první beta verze Androidu 11 odkládá. První beta verze nakonec vyšla 10. června 2020, kterou následovala druhá beta verze dne 8. července. Beta verze 2.5 byla vydána 22. července, následně byla vydána třetí beta verze dne 6. srpna. Stabilní verze byla vydána 8. září 2020.
Úplně prvním telefonem s Androidem 11 bylo Vivo V20; prvními telefony se stabilní verzí Androidu 11 byly Google Pixely, druhé byly OnePlus 8T.

## Nové funkce
Android 11 obsahuje mimo jiné tyto nové funkce:
- vyskakovací okénka chatu;
- vestavěné nahrávání obrazovky;
- historie oznámení;
- nové ovládací prvky oprávnění;
- oprávnění automatického resetu;
- od této verze již nemají aplikace přístup k adresářům jiné aplikace (stejně tak do „Android/Data“).